# Arbusto (rosa)

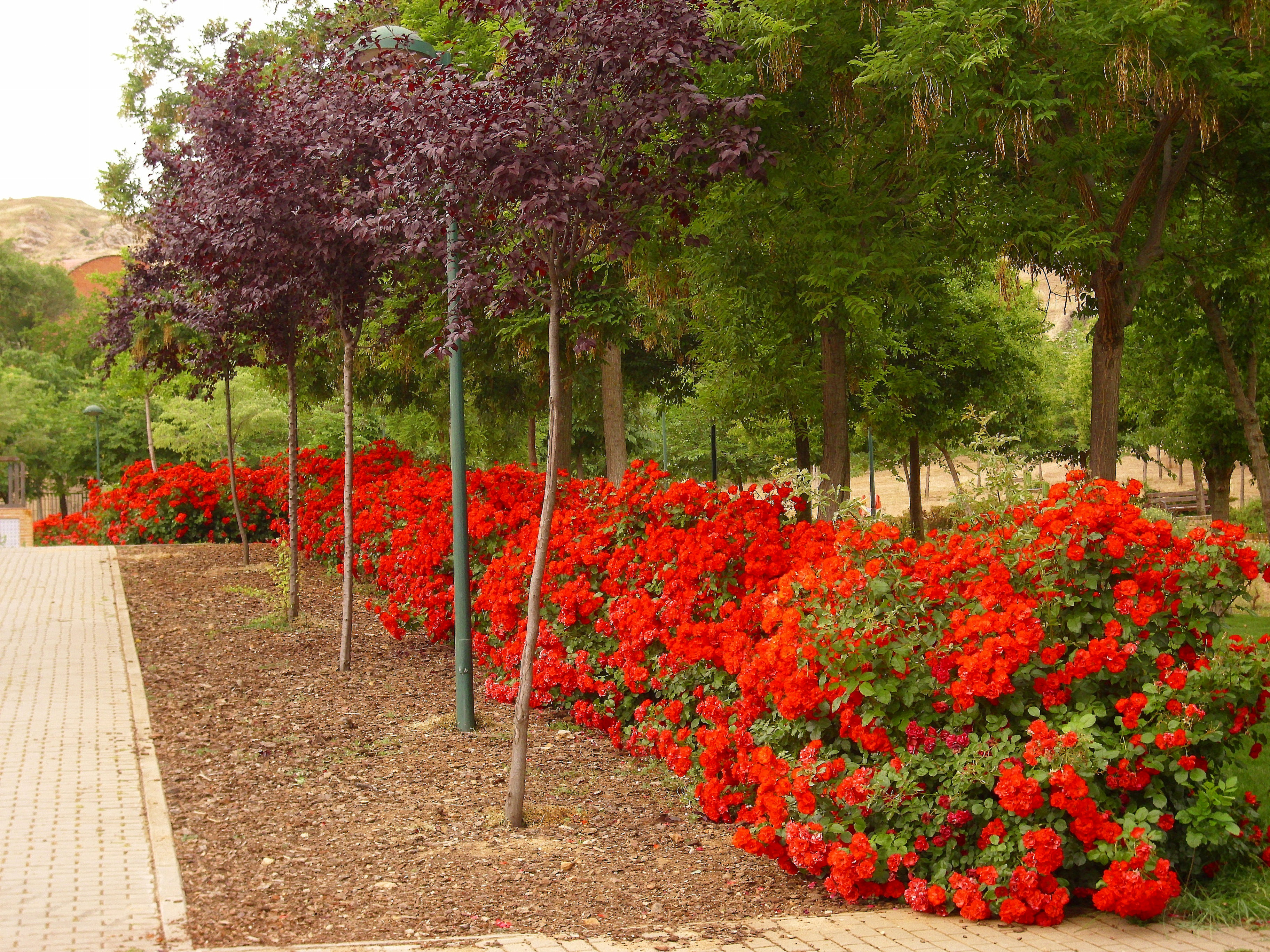
'La Sevillana', Meilland 1978.

Arbusto,  arbustivo o rosal de parque es un grupo de cultivares de rosas modernas de jardín. Todas las clases de las rosas, tanto las antiguas como las modernas, tienen formas arbustivas (Véase la diferencia con el grupo de cultivares Trepador (rosa), que a pesar del nombre son formas semitrepadoras o apoyantes).
Las formas arbustivas abarcan unos viejos cultivares de floración únicas y repetidas, así como las rosas modernas que no encajan en otras categorías.
Muchos cultivares ubicados en otros grupos de cultivares se colocan simultáneamente en este. 
Los rosales clasificados como arbustos tienden a ser robustos y de hábito de desarrollo informal, por lo que se recomiendan para el uso en una frontera de arbustos mixtos o como cobertura.

## Características
Los Rosales arbustivos constituyen un grupo muy peculiar dentro de los Rosales Modernos, ya que son más parecidos a los Rosales Antiguos.
Se presentan como grandes matas. Su altura suele variar entre 1,5 y 2,5 m, alcanzando prácticamente el mismo ancho.
Presentan flores simples a plenamente dobles, dispuestas en solitario o bien en racimos. Siendo la mayoría remontantes, es decir que vuelven a florecer en el año.
Las rosas se desarrollan en verano y en otoño.

## Cultivo
Se suelen utilizar como ejemplares aislados en el césped, o asociado con otros arbustos que no sean rosales. También como setos floridos libres que producen un impacto visual.
También se cultivan en tiestos o jardineras profundas para decorar terrazas. Las rosas crecerán muy bien en casi cualquier lugar fuera del trópico.
En climas calurosos y secos prosperan y florecen tanto que tienden a tener una vida más corta, sobre todo si no se les permite un descanso en verano. Si se les priva de agua entrarán en estado de reposo y perderán las hojas en verano, pero florecerán de nuevo en otoño.

## Guía del rosal arbusto
Los primeros años, se deja que crezca hasta que alcance una determinada altura y se despunta para formar varios brotes que constituirán las ramas principales.
La poda anual debe de ser ligera y consistir en recortar a 3 o 5 yemas lo que ha crecido en el año, y suprimir por la base todos los brotes que sean débiles o mal formados. Si han envejecido las ramas principales (dan ya pocas flores) se renuevan sustituyéndolas progresivamente por tallos jóvenes.

## Selección de cultivares
Algunas de las variedades y obtenciones de rosas arbusto conseguidas por distintos obtentores.

Algunas de las rosas arbustivas
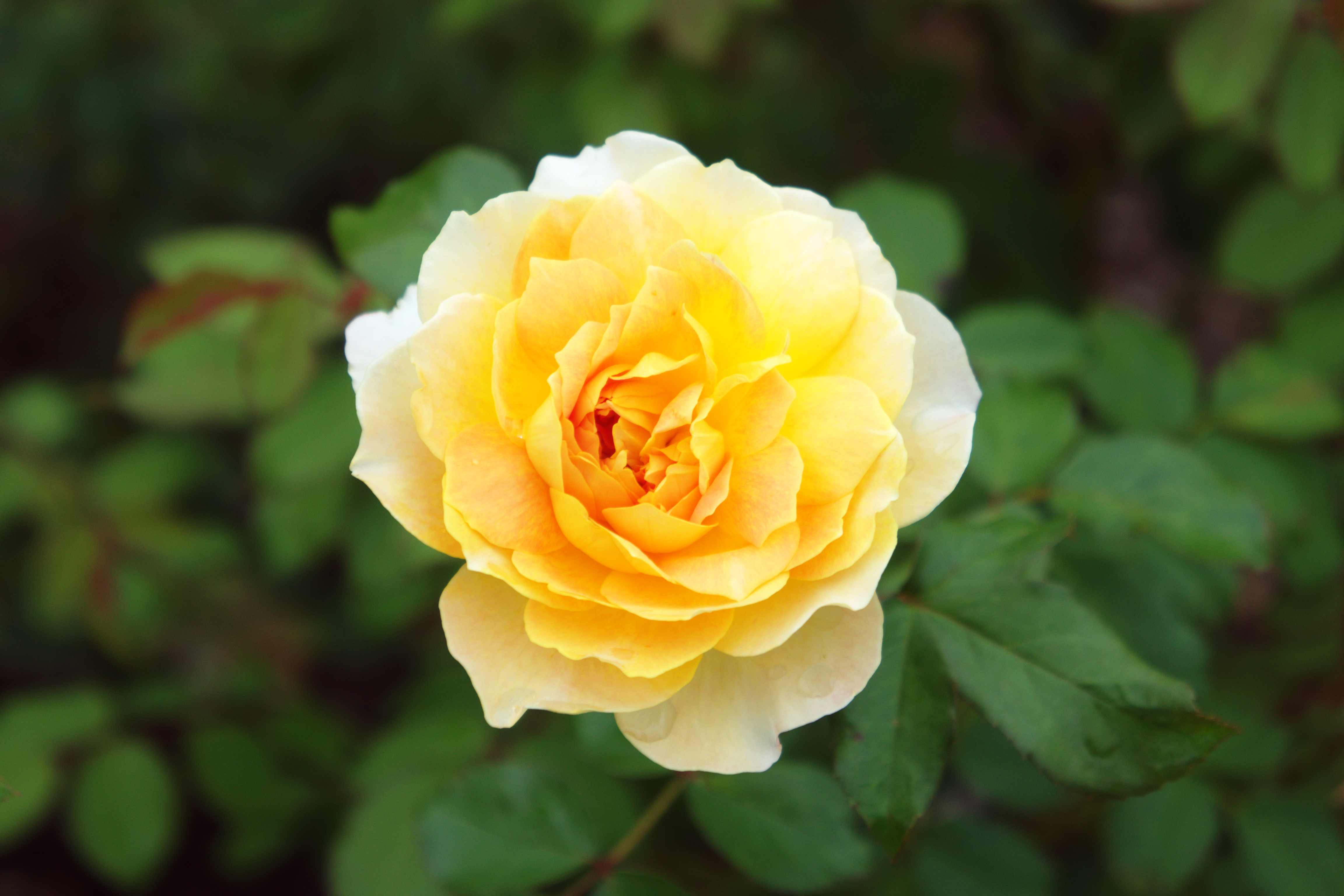
'Molineux' rosal arbustivo David Austin  (Reino Unido, 1994).
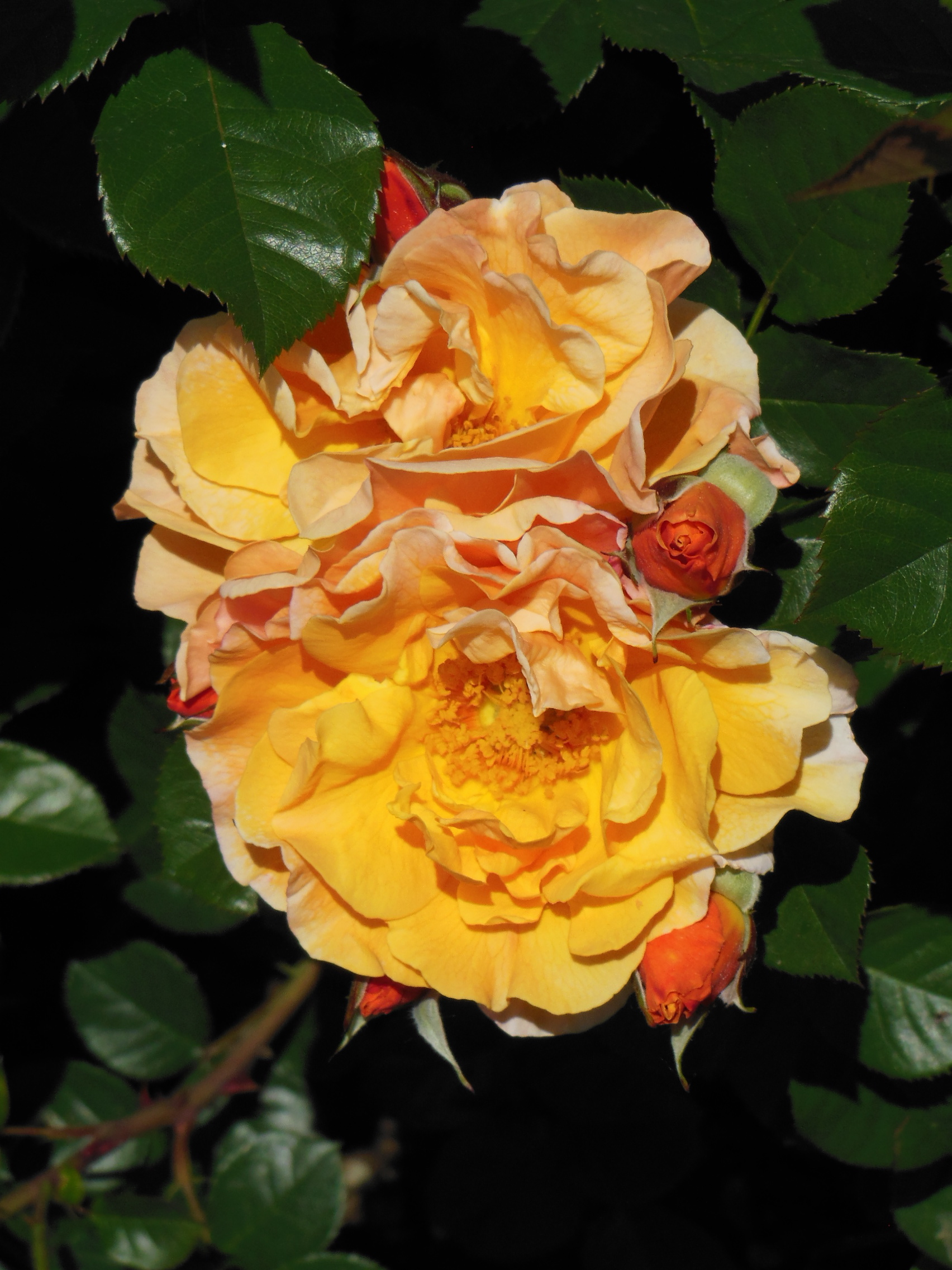
'Arabia', Tantau 2001.
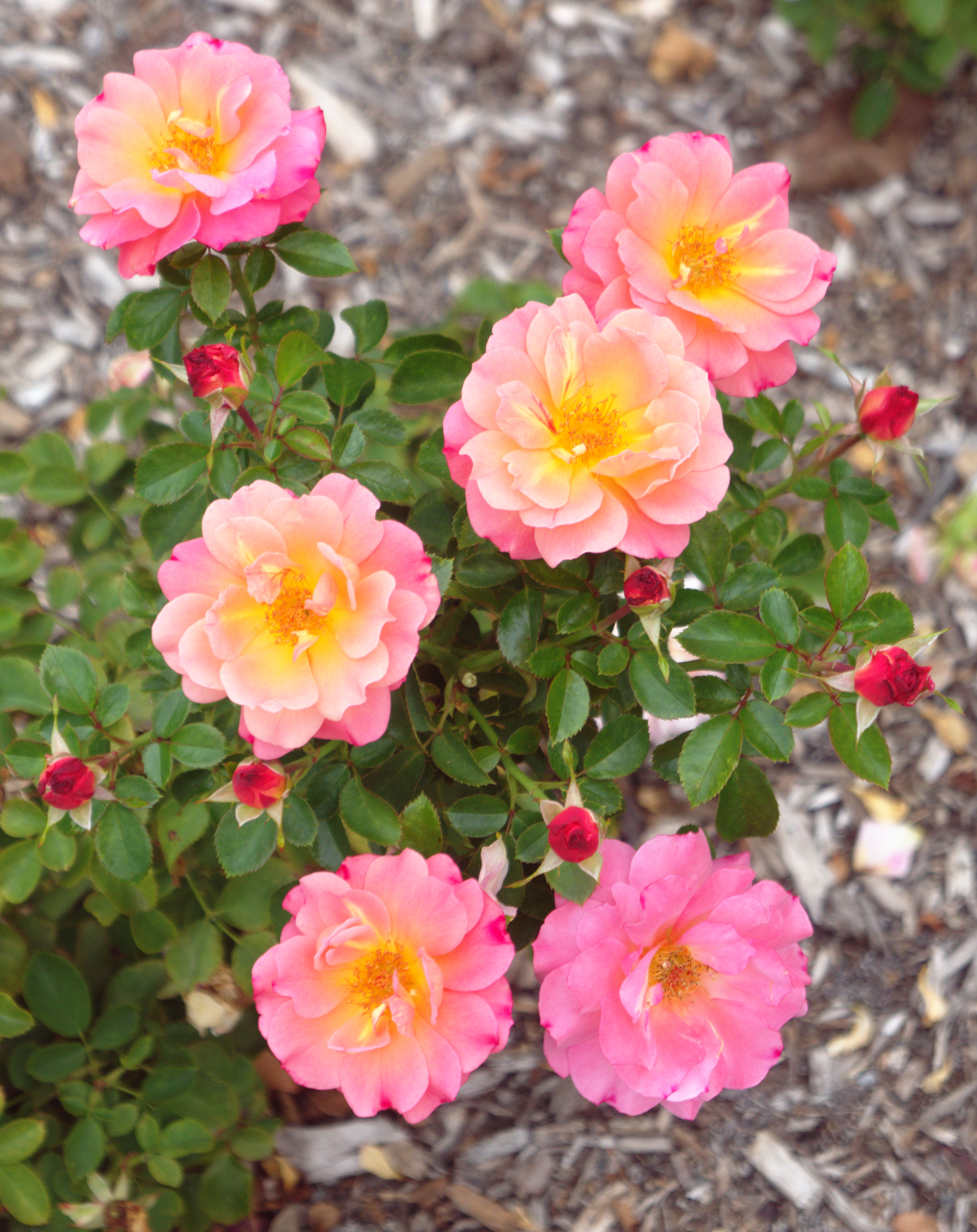
'Cubana', Kordes 2001.
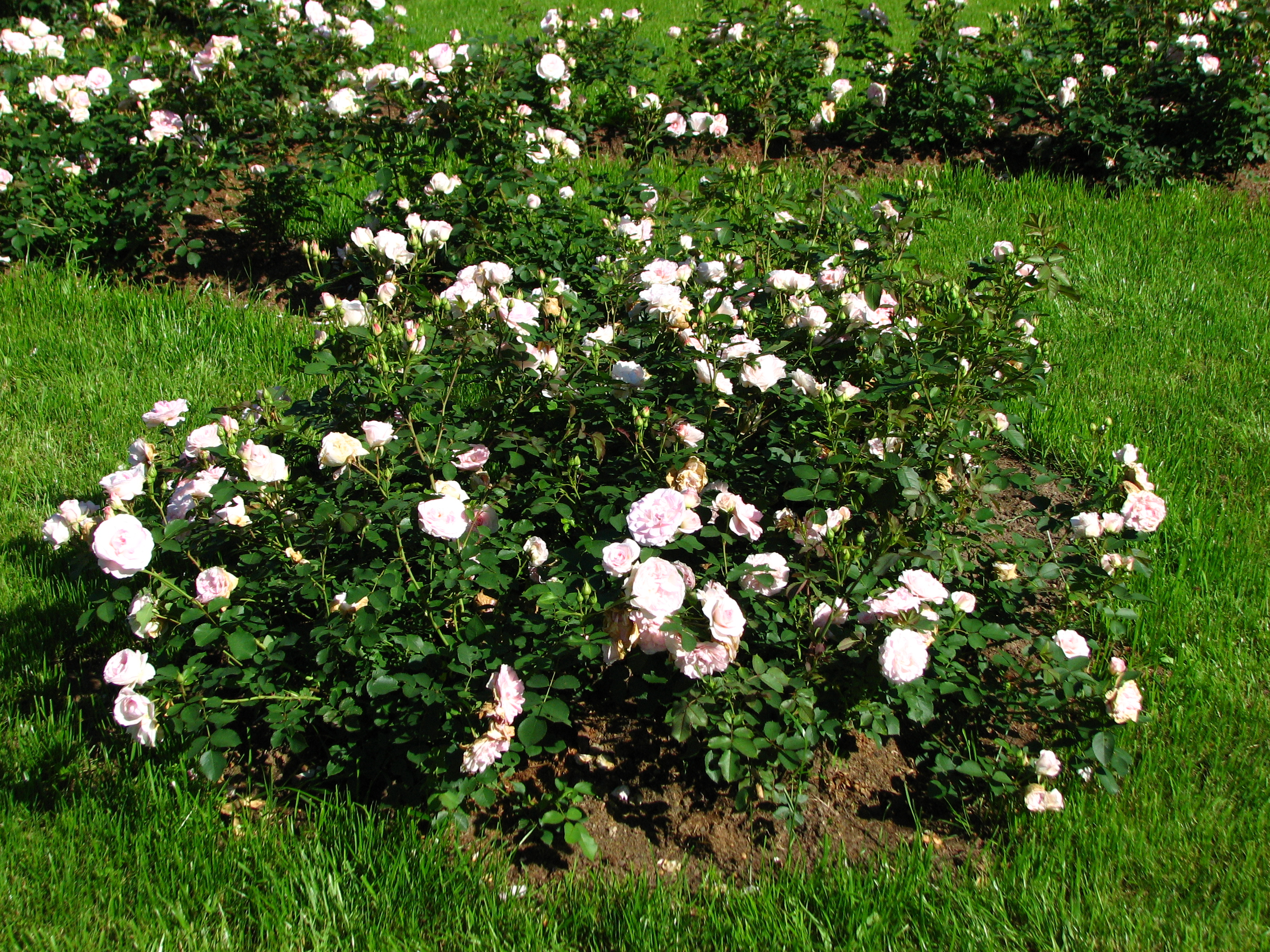
'Morden Blush', Henry Marshall (Canadá, 1976).
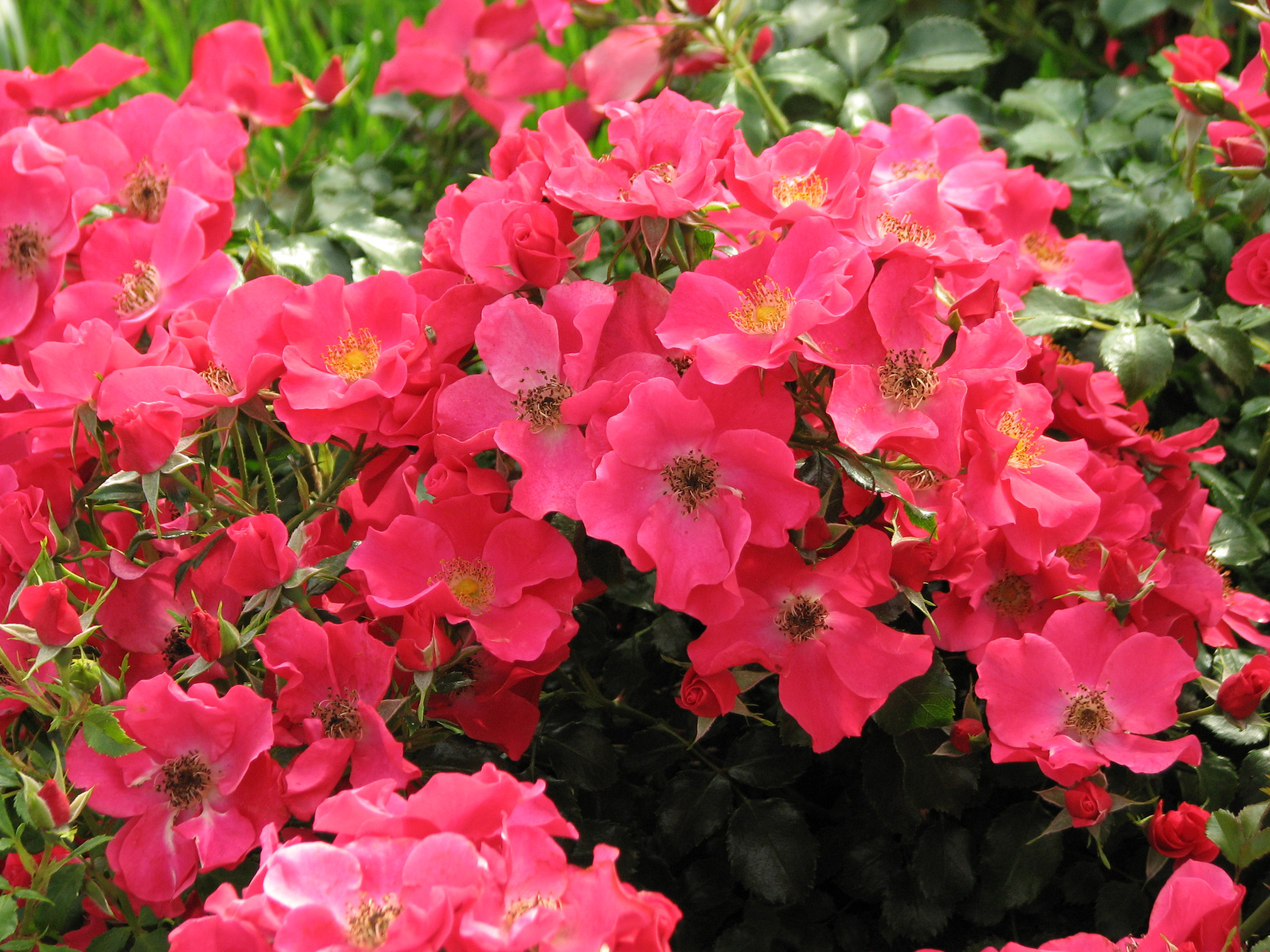
'Stadt Rom', Tantau (Alemania, 2000).
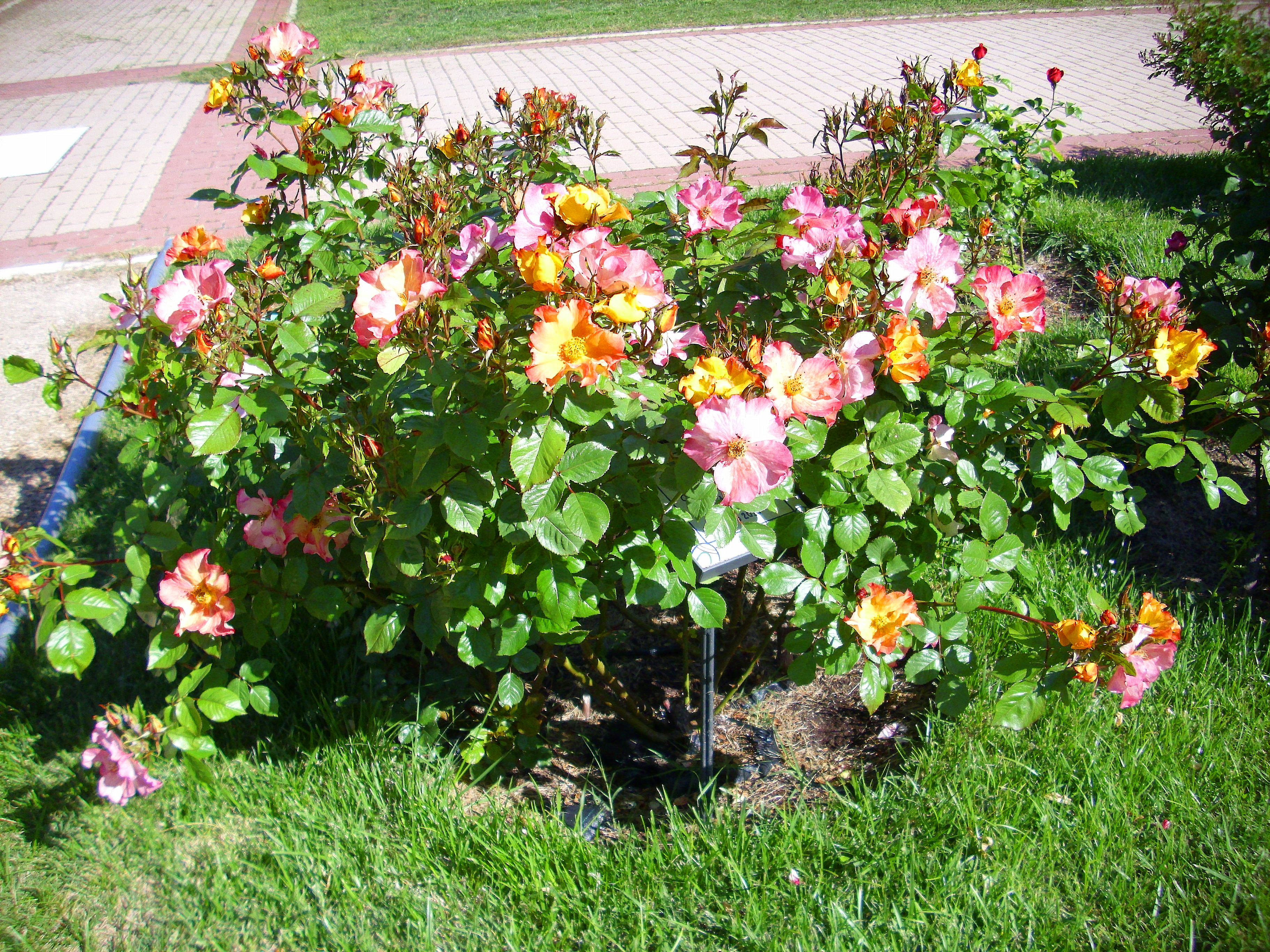
'BAR 6953', Barni (Italia, antes de 2010.